# Cestreae
Tribu
La tribu des Cestreae est une tribu de plantes de la sous-famille des Cestroideae dans la famille des Solanaceae. 

## Liste des genres
Selon NCBI (3 mars 2012) :
- genre Cestrum
- genre Metternichia
- genre Sessea
- genre Tsoala
- genre Vestia